# 2007年亚热带风暴安德烈亚
亚热带风暴安德烈亚（英語：Subtropical Storm Andrea）是2007年大西洋飓风季的第一个亚热带气旋，也是第一个获得命名的风暴，于5月9日在佛罗里达州代托纳比奇东北方向约240公里海域由一片非热带低气压发展而成，而飓风季还要在3星期后才正式开始。由于接触到干燥空气和强烈的垂直风切变，气旋于5月10日减弱成亚热带低气压并且几乎停止前进，美国国家飓风中心于5月11日清晨停止针对系统发布公告。安德烈亚是继2003年4月的热带风暴安娜以来第一个在飓风季开始前形成的风暴，也是继1981年的热带风暴阿琳以来第一个在5月获得命名的大西洋风暴。
风暴给佛罗里达州到北卡罗莱纳州沿海带去强烈的海浪，导致海浪侵蚀和少许破坏。部分区域被海浪侵蚀掉的沙滩有6米高，导致70户民房面临倒塌的威胁。北卡罗莱纳州近海出现10米高的狂浪，加上热带风暴强度的大风共同作用，导致3艘船只受损，船上的9名乘客都受了伤，但幸运的是他们均获海岸警卫队解救。沿海局部出现小雨，风暴总体造成的破坏很小，但共计导致了6人溺毙。

## 气象历史
5月上旬，一条上层低压槽经西部大西洋南下，迫使一股后门冷锋（指从西南方向朝北面或东北方向前进的冷锋，并且其前方还存在正在形成的表面高压脊）南下。之后几天里，预报模型预期低压槽将演变成闭合式低气压，5月6日，北卡罗莱纳州哈特拉斯角（Cape Hatteras）以东约140公里洋面发展出一片锋面低气压，并且带有大范围且层次分明的环流。低气压的环流中心周围有零散的对流持续存在，并因与北面一片强烈高气压之间产生的气压梯度给沿海地区带去烈风强度的大风。温带风暴向东南方向漂移，之后转向西南并在这一过程中稳步增强，于5月7日达到飓风级别风速。但由于缺少热带湿气，风暴对应的对流既少又很分散。
美国国家飓风中心于5月8日，风暴位于南卡罗莱纳州东南偏东方向约370公里海域时首次指出系统可能会发展成热带气旋，其中关联的对流在风暴以每小时8到16公里速度向西移动的过程中逐渐增加。这天系统的组织结构基本上没有发生变化，不过到了次日早上，飓风专家表示低气压已因途经海域水温逐渐升高而获得了亚热带天气系统特征。5月9日清晨，一架飞入风暴中的飓风猎人侦察机发现其风速达到每小时70公里，核心虽有热度但形状扁平，这表明系统既非暖心也不是冷心。此外，卫星图像还显示中心附近的对流有所加强，并且存在上层外流及最大风速半径从超过185公里收缩到约120公里的迹象。根据这些观测结果和天气系统拥有的混合结构，美国国家飓风中心于协调世界时5月9日下午15点将位于佛罗里达州代托纳比奇东北方向约240公里洋面的低气压归类为亚热带风暴，并以“安德烈亚”（Andrea）为其命名。不过研究人员在之后重新对风暴进行分析时估计，风暴应该是在9个小时前就转变成了亚热带气旋。由于安德烈亚的形成时间距6月1日这一大西洋飓风季开始的传统日期还有几个星期，因此该亚热带风暴也就成为继2003年4月的热带风暴安娜以来第一个在飓风季开始前形成的风暴，也是继1981年的热带风暴阿琳以来第一个在5月获得命名的大西洋风暴。

亚热带风暴安德烈亚形成的水蒸汽图像卫星动画。

刚成为亚热带气旋时，安德里烈嵌入在一片规模庞大并且几乎停止移动的深层低气压中，并因此向西面前进。飘流到海面温度低于25°C（77 °F）海域后，系统的组织结构出现恶化，对流也大幅减少。到了5月10日清晨，大部分关联气流都因西向风切变的影响集中到气旋东部的中等强度对流带中。环流中心层次变得混乱，大范围环流中存在多个小型云层漩涡。风暴中心组织混乱，并且风切变逐渐增加，还有干燥空气抑制对流活动，这些不利因素共同导致系统于当天上午开始减弱。到了5月10日下午15点，中心附近保有的雷暴活动已经很少，美国国家飓风中心因此将气旋降级成亚热带低气压。虽然低气压的东部半圆上空仍有少数间歇性雷暴持续存在，但由于组织混乱，强度也很弱，美国国家飓风中心于5月11日清晨停止针对位于卡纳维拉尔角东北方向约125公里洋面的系统发布公告，这时低气压已经连续18小时没有发展出显著的深层对流。
5月11日晚，正在向东南偏南方向飘移的系统中重新发展出对流，但由于组织结构仍然混乱，所以未能达到热带气旋的标准。到了5月12日，中心东部的降雨活动组织性已有大幅改善，美国国家飓风中心认为经过这次对流的小幅增长，系统有可能再度发展成热带低气压。气旋加速向东北偏东方向远离美国本土，这一过程中没有获得发展并随后进入水温较低的海域，其残留于5月14日与一股逐渐逼近的冷锋融合而消散。

## 防灾措施
风暴的低气压前身产生了强烈的海浪，当地的美国国家气象局为此向佛罗里达州到北卡罗莱纳州大部分沿海区域发布了大浪公告。美国国家飓风中心在将系统归类为亚热带气旋后向乔治亚州的奥尔塔马霍河（Altamaha River）河口向南直至佛罗里达州弗拉格勒海滩之间地区发布了热带风暴观察预警。等到安德烈亚减弱为亚热带低气压后，预警也相应中止。此外，南卡罗莱纳州大部分地区还收到了烈风警告。
南卡罗莱纳州棕榈岛因风暴引发的海浪造成中等程度的海滩侵蚀，岛上的工人和数十名消防员为此准备沙袋来应对可能出现的大浪。官员还切断了多幢无人居住建筑物的电源和燃气供应以防万一。北卡罗莱纳州戴尔县的多所学校因狂风的威胁而暂时关闭。北卡罗莱纳州运输部还中止了海德县奥克拉科克（Ocracoke）到柯里塔克县之间的免费渡轮服务。

## 影响

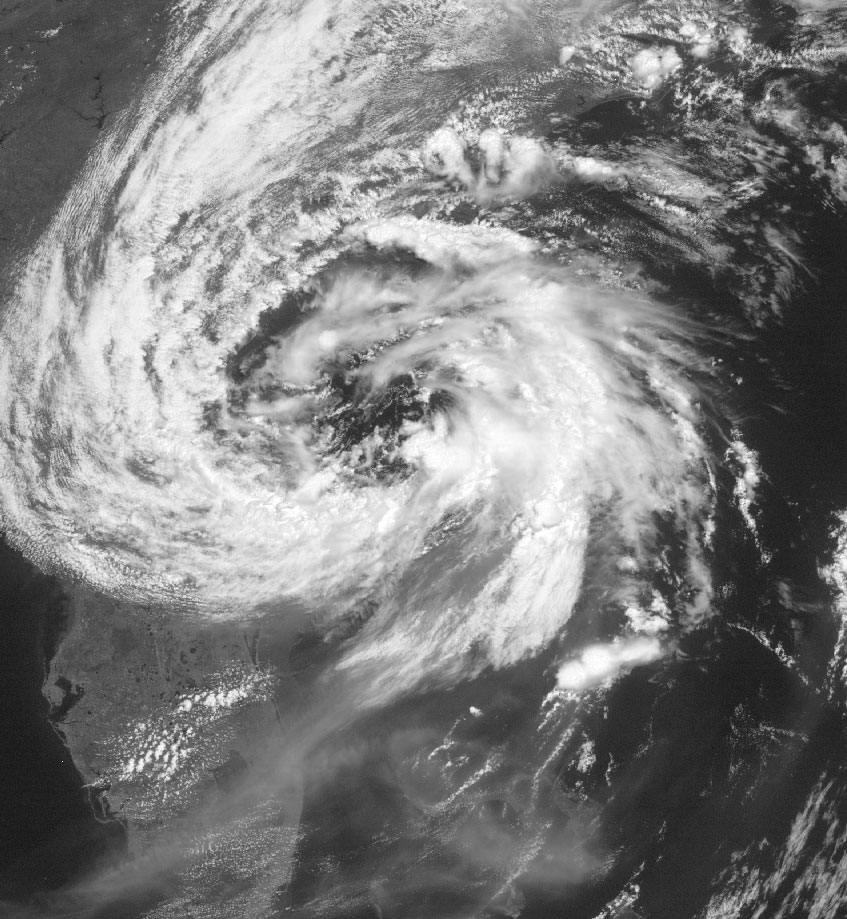
归类为亚热带风暴后不久的安德烈亚。

安德烈亚的低气压前身给北卡罗莱纳州到乔治亚洲沿岸带去了烈风强度狂风和危险的大浪，之后还影响到了佛罗里达州沿岸。巴哈马也出现了强烈的涌浪。大浪导致海滩侵蚀，还对美国东南部沿海的许多房屋造成冲击。

### 美国东南部
风暴给北卡罗莱纳州沿岸带去了高达10米的狂浪和热带风暴强度的狂风，造成3艘船只受损，船上9人都受了伤，其中3人出现低体温症，1人肋骨骨折，还有一位海岸警卫队队员因受海浪冲击而导致背部受伤，但所有人均由海岸警卫队所救。另有一艘船及其4名乘客失踪，经过12天的搜索仍然下落不明。风暴的低气压前身引发的恶劣海况导致南卡罗莱纳州西布鲁克岛附近有两名皮划艇运动员失踪，其中一人于次日获救，人们直到一周后才找到另一人的尸体。
弗吉尼亚州诺福克的风速为每小时84公里，一份非正式报告中称弗吉尼亚海滩附近风速达到每小时92公里。外滩群岛也有类似情况，大风将一些树枝刮断并砸在供电线路上，导致局部地区停电。部分房屋屋顶的木瓦被风吹飞。风暴的外围雨带在约两小时内给北卡罗莱纳州帕斯阔坦克县的伊丽莎白市带去10毫米降水，还出现了多次闪电，有两名消防员被闪电击伤。北卡罗莱纳州12号高速公路部分路段被风所带来的沙尘覆盖，并且还因其中近60米路段被海浪冲毁而封闭了一天。局部区域的海滩被海浪冲蚀掉了6米高的沙子，导致70套房屋面临倒塌的危险。乔治亚州格林县的圣西蒙斯岛出现了高达2.43米的风暴潮，该州东南部还出现了少量降水。

### 佛罗里达州
佛罗里达州兰塔纳附近有一艘船因遭遇3米高的大浪而倾覆，船上两人均安全获救，没有受伤。此外，海浪还把朱诺海滩的一艘帆船冲上岸，之后又带到海上。大浪淹没了朱庇特的一家停车场并摧毁了多个围栏，一些树枝也因此折断，导致停车场需临时封闭，附近的维修棚也被毁。博卡拉顿有8个棱皮龟巢穴被海浪冲毁。大浪令弗拉格勒海滩的海滩码头封闭了近一天。轻到中度海滩侵蚀促使佛罗里达州运输部将接近海堤的地方用沙子加以填充。沃卢西亚县的新士麦那海滩有一位冲浪手因遇上大浪溺毙。安德烈亚的外围雨带产生了小雨，其中美国气象局驻杰克逊维尔办事处责任区域报告的降雨量最高，达到20毫米，雨带还给该州东北部带去了热带风暴强度的阵风。坦帕湾地区山火产生的烟也被风带到了迈阿密。此外，风暴产生的狂风还助长了佛罗里达州北部和乔治亚州南部的严重山火。